# Джемал Гюрсел
Джемал Гюрсел (на турски: Cemal Gürsel) е турски офицер, армейски генерал и 4-ти президент на Турция.

## Ранни години
Роден е в град Ерзурум. Баща му е офицер в османската армия. Учи в начално училище в Орду. Средното си образование завършва във военно училище в Ерзинджан, а висшето във военна гимназия Кулели в Истанбул. Бил е популярна фигура и затова го наричат „Джемал ага“ (Големият брат Джемал) през ученическите му години.
Гюрсел служи в армията в продължение на 45 години. По време на Първата световна война той участва в битката при Чанаккале в Дарданелите. Служи като лейтенант в Първа артилерия от 12-и полк в Галиполи през 1915 г. и получава медал за това си участие. По-късно се сражава на фронта за Палестина и Сирия през 1917 г. и става военнопленник на британците, докато 5-а батарея на 41-ви полк, които са под негово командване страдат от малария. Гюрсел е държан и като военнопленник в Египет до 6 октомври 1920 г. По време на президентството си много по-късно е разпитван от чуждестранната преса, защо не е научил английски език по време на плен. Той казва, че е бил толкова разочарован да бъде в плен, че е протестирал и учил френски език в Британския лагер.
След освобождаването му Джемал Гюрсел се връща в Анадола и отново се присъединява към Ерзурумския конгрес и участва във всички кампании на Западния фронт в турската война за независимост между 1920 – 1923 г. Той е отличен с грамота за храброст поради първа дивизия, които са изявени в битките на Иньоню, Ескишехир и Сакаря. По-късно му е присъден медал за независимост от първия парламент за неговата борба във финалната офанзива.
Гюрсел се жени през 1927 г. за Мелахат, дъщеря на един офицер, който служи на фрегатата Хамдийе.

## Военен период
Джемал Гюрсел следва във военна академия и се дипломира през 1929 г. като щабен офицер. От 1946 г. е във всички общи назначения, докато стане четиризвезден генерал, включително и началник на разузнаването, по-късно през 1958 г. е назначен за командващ на сухопътните войски.
Гюрсел е човек с бащинска фигура и приятно чувство за хумор, затова е харесван в националните среди и в НАТО. Той печели уважението и доверието на нацията и на въоръжените сили с професионалните си знания и поведение. На 3 май 1960 г. изпраща патриотичен меморандум до министъра на отбраната с цел да се установи баланс по текущи въпроси, отразява и лични гледни точки като изразява подкрепата си за премиера Аднан Мендерес. Той е за незабавно подкрепяне на така необходимото национално единство, което е струвало поста му, принуждавайки го да се пенсионира рано, вместо да стане следващият председател на съвета за началник-щабовете.
В прощалното си писмо се застъпва и призовава армията да стои настрани от политиката. То е изпратено на всички звена на въоръжените сили по време на заминаването си в отпуск. Изявлението на Джемал Гюрсел гласи: „Винаги дръжте високо честта на армията. Защитете се от текущата амбициозна и вредна политическа атмосфера в страната. Стойте далеч от политиката на всяка цена. Това е от изключително значение за Ваша чест, на армията може и бъдещето на страната.“ След това отива в Измир, където става председател на Комисията за борба с комунизма Асоциацията на Турция.

## Начело на държавата
На 27 май 1960 г. след продължителни бунтове в гражданските и академичните среди в цялата страна заедно с военните се съсипва правителството без участието и ръководството на Джемал Гюрсел. Ръководител е генерал Рагип Гюмюшпала, командир на трета армия със седалище в Източен Анадол. Той дава ултиматум, че трета армия ще атакува, за да поеме столицата и администрацията на страната като по този начин принуждава смяна на властта. Заради огромната популярност сред обществеността и военните звания, Джемал Гюрсел е избран от бунтовниците за ръководител през нощта. Извършва се военен преврат. Като Гюрсел става единственият лидер в света, който без никакво участие във военния преврат е застанал начело на държавата. Той е бил ескортиран до Анкара докато все още е в пижамата си с военния транспортен самолет. По това време вече са изпратили президента – Джелал Баяр, министър-председателя – Аднан Мендерес, ръководителя на състава на генералите – Русту Ерделхун и някои други членове на управляващата Демократическа партия на военния съд в Ясъ ада в Мраморно море. Обвинени са в нарушаване на конституцията. На 30 май 1960 г. Джемал Гюрсел е обявен за главнокомандващ, държавен глава, министър-председател и министър на отбраната на 24-тото правителство. На теория той получава повече правомощия отколкото Кемал Ататюрк е имал някога.
На 6 юни 1960 г. Гюрсел освобождава 200 студенти, 9 новинари, 14 лицензирани забранени вестници, за да започнат да публикуват отново. Той назначава десет професори по право. Това са Съдък Сами Онар, Хъфзъ Велдет Велидедеоглу, Рагип Сарика, Наджи Шенсой, Хюсеин Кубалъ, Тарък Зафер Туная, Исмет Гиритли, Илхан Арсел, Бахри Савджъ и Муамар Аксой, придружени от Ердоган Тезич, който е аспирант по право. Към тях се присъединяват и професори от университети в Истанбул и Анкара, за да се изготви проект за нова конституция. На 27 май веднага след пристигането си в Анкара. проф. Онар още по време на първата си среща с генерал Джемал Гюрсел декларира от името на групата на академиците: ”обстоятелствата днес не трябва да се тълкуват като обикновен политически преврат, включващ в себе си революция. Това е процес на промяна, започва ново време в републиката“. Джемал Гюрсел формира също така научен съвет, за да ръководи министерството на отбраната.
Той назначава генерал Рагип Гюмюшпала за нов председател на началник-щабовете. Гюмюшпала допълнително е режисиран от Гюрсел за сформиране на правосъдна система в страната заедно с бившите членове на Демократическата партия. Така Джемал Гюрсел става най-популярната фигура в Турция. Той забранява показването на негова снимка заедно с Ататюрк в държавните служби. Гюрсел с личната си намеса намалява броя на смъртните присъди от 15 на 3 срещу бившите управляващи. С правното основание, което получава, Гюрсел се опитва заедно с няколко други световни лидери да замени изпълнението на смъртните присъди като се бори за освобождаването на Аднан Мендерес и двама министри, отхвърлени от Хунтата. Членове на комитета за национално единство пишат в мемоарите си, че след намесата на Джемал Гюрсел за превенция на смъртната присъда на Мендерес главният прокурор Eгесел заявява на трибунала: „Нека да не бързаме! Може да го спасят (Мендерес)!“ и помага за уреждането на план, в случай на прошка, за спасение на Мендерес от остров Ъмрали.
В същото време се поставя пред пресата въпросът за правната способност на Гюрсел за намеса в работата на съда. Сенатор Мехмет Феят, окръжен прокурор на Истанбул по това време заявява: „Те отсякоха телефоните ни линии. Аднан Мендерес е обесен на нормативните изисквания. Аз трябва да контролирам изпълнението.“ Ръководителят на революциония трибунал и главен прокурор Алтай Егесел нарежда изпълнението на присъдата въпреки че не е разрешено. Исмет Иньоню и Джемал Гюрсел след като научават за новината незабавно се обаждат по телефона за Мендерес. Затова да не бъде изпълнена смъртната присъда, но телекомуникацията е прекъсната и Егесел използва този случай за нареждане на изпълнението.
Джемал Гюрсел оказва натиск за продължаване на военното управление въпреки че е бил ранен в резултат на военен опит за покушение върху живота му. Той е простил на полковника, който го е застрелял. Осуетил следващите няколко военни опити за преврат. Той играе важна роля в подготовката на нова конституция и връщане към демократичен ред в зрението на Кемал Ататюрк.

## Държавник
Джемал Гюрсел дава тласък на националния дух след преврата. Преди това футболът е бил забранен. Гюрсел присъства на футболен мач между турския и шотландския национален отбор по футбол в Анкара на 8 юни 1960 г. (Турция 4: Шотландия 2), който е последван от Национален турнир по футбол. Седмици след това се организира и финалът в Истанбул на 3 юли 1960 (Фенербахче 1: Галатасарай 0). Той взима активно участие в обширни модернизации на турските въоръжени сили и остава верен на защитата на свободния свят и Европа по време на Студената война и по-специално по време на Карибската криза. Декларацията за независимост на Кипър съгласно предварителни споразумения и разполагането на турски военни единици в Кипър се провежда през август 1960 г. Той е домакин на посещението на кралица Елизабет II в Анкара в началото на 1961 г. и посещението на вицепрезидента Линдън Джонсън през 1962 г.
Гюрсел координирана работа със сър Бърнард Бъроуз за получаване на разрешение от Комитета по военно националното единство за това британските военни въздухоплавателни средства да преминат през турското въздушно пространство на път за подкрепа на Кувейт, който е под заплаха от нахлуването на Ирак през юли 1961 г.
Гюрсел поставя специален акцент върху демокрацията в политическия живот на малцинствата в страната. Той е за назначаване на турски граждани от етнически произход за заместник-представител на държавния глава, за пълноправни членове на временната камара на представителите: Хермине Калустян (арменец), Калуди Ласкари (грък) и Ерол Дилек (еврейски произход). Той възстановява свободата на словото, което е забранено от предишния кабинет.
На 10 октомври 1961 г. с проведен референдум Конституцията е одобрена. За пръв път се вижда пълният текст на гражданските и политическите права по силата на конституционната защита, заедно с по-добра система за проверки и осъществяване на баланс в турската история. Създава се първият Конституционен съд, нов модел за проучване на парламентарните решения като „проверката“ на органи. През 1961 г. Сенатът на парламента на турското Велико народно събрание след общи избори номинира и избира за четвърти президент на Турция – Джемал Гюрсел. Журналист, който е и парламентарист Джихат Бабан споменава в последната си книга „Галерия за политика“ („Politika Galerisi), че Джемал Гюрсел му казал:“ Ние можем да решим всички проблеми ако Сюлейман Демирел стане ръководител на Партия за справедливост (Adalet Partisi). Аз работя много. Ако успеем в това, аз ще бъда щастлив."
С намаляването на напрежението между Запада и Съветския блок Гюрсел иска подобряване на отношенията със Съветския съюз за населението на страната си, което е около 27,8 милиона. Инициираното споразумение става със средствата за телекомуникация заедно с други членове на западния съюз, докато се откриват и нови кредитни споразумения със САЩ и Великобритания, както и двустранни технически и инвестиционни отношения с Германия през 1960 г.
Атомните реактори в Истанбул започват да функционират през 1962 г. заедно със създаването на първите изследвания и държавната библиотека. Той насърчава предоставянето на свобода и на законови права да се създават профсъюзи и да имат право на стачки в страната. За първи път турските университети са с автономна независимост и то законово обособени. Джемал Гюрсел с предоставените му права помилва доживотните присъди на предишния президент Джелал Баяр и на бившия шеф на Генералния щаб Русту Ерделхун, чието предварително изпълнение на присъдата е отменено от комисията за национално единство по жалба на Гюрсел.
Той започва нова ера на плановата икономика в Турция. Формира Държавния статистически институт, стартира Държавна планова организация, която прилага „Първият 5-годишен план за развитие“. Организира повторното влизане на Република Турция в Съвета за сигурност на ООН през 1961 г. Започва да води личен дипломатически диалог с Шарл де Гол и Конрад Аденауер в посока членството на страната в Европейския съюз. През 1963 г. в Анкара е подписано споразумение с Франция, Белгия, Холандия, Германия, Италия и Люксембург. Резултат от асоциираното членство на следващата година е голямата миграция на турски работници в Германия и Европа, които помагат на следвоенното индустриално развитие.
Лидерът на кипърците, който е заточен от Великобритания през 1956 г. въз основа на своята „подкрепа за тероризма и поради това, че е най-голямата пречка по пътя на мира“, заплашва през ноември 1963 г. да се изменят основните членове от конституцията, приета през 1960 г. гарантираща правата на етническите турци на остров Кипър. Гарантите на споразумението Турция, Великобритания и Гърция, които са довели до независимостта на Кипър искат НАТО да изпрати силите си на острова под командването на генерал Янг. Постоянното етническо насилие срещу кипърските турци и масовите убийства на турското население в западната част на острова принуждават Гюрсел да изпрати предупредителни полети и последващо непрекъснато нападение по въздуха от страна на турските военновъздушни сили срещу военните обекти на острова. Атаката започва около 07 – 10 август 1964 г. и завършва с изпълнението на целите на военните от Турция и покана да се успокоят от старана на Никита Хрушчов от СССР.
Джемал Гюрсел реформира „Teskilat-и Mahsusa“. Това е специална организация на услуги, осигуряващи модерна национална разузнавателна агенция в отговор на нарастващите международни тенденции на тероризма през 1963 г. Той проправя път към страните от Средния Изток и Пакистан, за да се концентрира върху икономически и културни въпроси от взаимен интерес. Анкара признава Сирия след разпадането на старата Обединена арабска република през 1961 г., възстановяват се дипломатическите отношения с Египет през 1965 г.
През юли 1964 г. пакистанският президент Аюб Кхан, турският президент Джемал Гюрсел и Шах Мохамед Реза Пахлави президент на Иран обявяват в Истанбул създаването на регионално сътрудничество за развитие. Организация за насърчаване на транспорта и съвместни икономически проекти, предвиждащо и евентуалното присъединяване на Афганистан и Индонезия може би в бъдещето. Той предоставя политическо убежище на политически дисиденти Аятолах Кхоумиени на Иран и Молла Барзани на Ирак.
Гюрсел 40 години след основаването на републиката стартира първото радио излъчване в Източен Анадол в рамките на централно разположената провинция Ерзурум, където предавания от Анкара и Истанбул не можеха да бъдат чути дотогава. Той започва експлоатация на нова телекомуникационна мрежа с увеличаване на телефонния капацитет, заедно с високочестотен радио линк, свързващ Лондон и Анкара с Равалпинди, Карачи, Техеран и Истанбул. В началото на 1960 г. за първи път той поставя началото на новите селскостопански и устройствени планове за развитие на Югоизточния Анадолски регион.
С неговата директива светите мощи от пророците Авраам, Мойсей, Йосиф, Давид и Мохамед, в това число най-старите от Корана съществуват от 7 век и са били изложени на показ за първи път на 31 август 1962 г. Гюрсел създава първото Министерство на културата и туризма. С много усилия насърчава туристическия бранш и популяризира страната на запад. Филмът „Топкапъ“ по версията на книгата на Ерик Амблър е заснета в Париж и Истанбул и има голям успех. Също така една от най-любимите книги на Джон Ф. Кенеди Иън Флеминг „От Русия с любов“ е заснета в Истанбул като втори филм за Джеймс Бонд. Всичко това с цел насърчаване на туристическата популярност на Турция. На 22 юни 1965 г. е създадена Дирекцията по религиозните въпроси.
Джемал Гюрсел през 1963 г. основава Съвета за национална сигурност заедно със Съвет за научни и технологични изследвания (TUBITAK) начело с проф. Джахит Арф. Като пръв директор на този съвет (TUBITAK) започва с правителствени консултации за официалното признаване на съвета от законодателството. В допълнение към Турското радио и телевизия (TRT) се създава държавна агенция през 1964 г. През ноември 1965 г. е откриването на специалността за пресата и радио-и телевизията в Колежа по политически науки в Анкара. През 1965 г. новата инициатива на страната за нарастване на населението под контрол е пусната в действие.
Производството на първите вътрешни турски автомобили, наречени Devrim (революция) се случва с директива на Джемал Гюрсел, който подтиква автомобилната индустрия в републиката през следващите няколко години. По време на неговото председателство започва използването на компютър в страната, масовото производство на желязо и стомана, открива се термична електроцентрала.
Джемал Гюрсел отказва възнаграждението си за държавен глава и президент. Семейството му живее с парите от пенсионирането му като генерал. Те са на собствени разноски по време на целия им престой в президентския дворец в Чанкая, Анкара.

## Заболяване
В началото на 1961 г. Джемал Гюрсел получава парализа, която напредва бързо. През 1966 г. е транспортиран до Уолтър Рийд, медицински център във Вашингтон окръг Колумбия, с частен самолет „Bluebird“, изпратен от президента на САЩ Линдън Джонсън. Седмица по-късно изпада в кома, след като получава редица нови паралитични удари. Правителството решава той да се върне в Турция на 24 март. Президентът Джонсън отива с хеликоптер от Белия дом до военновъздушната база Андрюс, Мериленд, близо до Вашингтон, окръг Колумбия, за да отдаде почит на Джемал Гюрсел, който се връща у дома.
Джонсън казва: „Нашият близък приятел, президентът на Турция Джемал Гюрсел, дойде в САЩ на 2 февруари за медицинско лечение. Имаше надежда, че новите терапевтични процедури, едва наскоро разработени у нас, ще са му от полза при лечението на заболяването. Ние първоначално бяхме окуражени от напредъка в болницата Уолтър Рийд, но изпаднахме в шок от новината на 8 февруари, че след получаването на нов сериозен удар здравословното му състояние е влошено. Най-добрите ни таланти, съчетани с уменията на известни турски лекари, които придружават президента, са опитали до краен предел да го спасят с надеждата, че президентът може да се върне в дома си с напълно възстановено здраве. Ние сме натъжени, че тази надежда не може да бъде реализирана. Ние сме горди, че президентът Гюрсел е бил в България, за да потърси лекарска помощ. Тъй като той се връща в родината си, нашите молитви отиват с него“.
С доклада на медицинска комисия от Гюлхане Военна болница в Анкара парламентът се е произнесъл на 28 март 1966 г., че неговото президентство трябва да бъде прекратено поради влошаване на здравето в съответствие с конституцията. Гюрсел умира от инсулт в 06:45 часа на 14 септември 1966 г. в Анкара. Погребан е в мемориал „Свобода за мъченици“, част в двора на мавзолея на Ататюрк. На 27 август 1988 г. е преместен за постоянно в новопостроената държавна турска гробница.

## Завещание
Сред всичките си постижения и голяма скромност, той се опитва да постави най-голям акцент върху необходимостта от добре образована младеж и трудолюбиво население, за да има високи стандарти и демократичен напредък като на Запад, но по традицията на Ататюрк. Портретът му като държавник и войник остава до Ататюрк в повечето домове в Турция. В родния град Ерзурум има стадион, няколко училища и улици, които са кръстени на него. Неговият мандат е описан като „турската революция“, която се отбелязва ежегодно на 27 май като Ден на Конституцията до 1981 г.
През 2008 г. филмът „Коли на революцията“ е направен в негова памет.